# Nematopagurus spinulosensoris
Nematopagurus spinulosensoris is een tienpotigensoort uit de familie van de Paguridae. De wetenschappelijke naam van de soort is voor het eerst geldig gepubliceerd in 1974 door McLaughlin & Brock.